# Mystaria rufolimbata
Espèce
Mystaria rufolimbata est une espèce d'araignées aranéomorphes de la famille des Thomisidae.

## Distribution
Cette espèce se rencontre en Sierra Leone, en Côte d'Ivoire, au Cameroun, au Gabon, au Congo-Kinshasa, au Mozambique et en Afrique du Sud.

## Description
Les mâles mesurent de 2,09 à 2,91 mm et les femelles de 3,10 à 5,24 mm.

## Publication originale
- Simon, 1895 : Histoire naturelle des araignées. Paris, vol. 1, p. 761-1084 (texte intégral).